# Камінецький Ярослав Григорович
Ярослав Григорович Каміне́цький (28 липня 1941, Зарудці — 13 вересня 2019, Львів) — український педагог, поет і науковець; кандидат економічних наук з 1993 року, член-кореспондент Національної академії педагогічних наук України з 1997 року; член Національної спілки письменників України з 1998 року; академік Академії наук вищої освіти України з 2010 року.

## Життєпис
Народився 28 липня 1941 року в селі Зарудцях (нині Львівський район Львівської області, Україна) в сім'ї мельника. Середню школу закінчив у сусідньому селі Зашкові. 1959 року закінчив Львівське технічне училище № 8 і з того ж року почав працювати кочегаром паровоза у Львівському локомотивному депо «Схід», опісля працював помічником машиніста паровоза. У 1963 році працював слюсарем на у військовій частині у № 33198 (Львівський танкоремонтний завод), з 1964 року — на заводі «Теплоконтроль» у Львові.
Від 1967 року працював на виборних керівних посадах у молодіжних організаціях Львова і області. 1968 року, без відриву від роботи, закінчив філологічний факультет Львівського державного університету імені Івана Франка за спеціальністю «вчитель української мови і літератури».
У 1970 році обирався депутатом Шевченківської районної ради народних депутатів у Львові. Протягом 1973—1988 років обіймав посаду заступника начальника Львівського обласного управління професійно-технічної освіти; у 1988—1991 роках — першого заступника начальника управління народної освіти Львівського облвиконкому; у 1991—2002 роках — заступника начальника управління освіти — голови комітету професійної освіти Львівської обласної державної адміністрації. У 1994 році став одним із засновників Львівського науково-практичного центру Інституту педагогіки і психології професійної освіти Академії педагогічних наук України: у 1994—1996 роках очолював його; у 1996—2002 роках — провідний науковий співробітник; з 2002 року, після виходу на пенсію, — завідувач відділу управління в системі професійно-технічної освіти. 1998 року обирався депутатом, був головою комісії з питань освіти, науки, культури, молоді та спорту, членом президії Львівської обласної ради.
Водночас з 1999 року обіймав посаду заступника головного редактора фахового наукового журналу «Педагогіка і психологія професійної освіти»; з 2008 року віцепрезидент Львівського краєвого товариства «Рідна школа».
Від 2005 року — директор Львівського науково-практичного центру професійно-технічної освіти Академії педагогічних наук України. У 2011—2015 роках очолював Львівську обласну організацію Національної спілки письменників України. Помер у Львові 13 вересня 2019 року.

## Наукова діяльність
Наукові дослідження в галузі управління професійною підготовкою робітничих кадрів, економіка освіти, професійна педагогіка. Серед праць:
- Підготовка менеджерів. 1995;
- Організаційно-педагогічні засади управління підготовкою кваліфікованих робітників в умовах ринку: Методичний посібник. 2002;
- Управління підготовкою кваліфікованих робітників та фахівців у регіоні: Організаційно-педагогічні та економічні засади. 2004 (співавтори: з Клим Б. І., Копельчак М. П., Криницька Л. Я., Субтельна Г. В.);
- Організаційно-економічні механізми функціонування професійно-технічної освіти в ринкових умовах. 2006 (співавтори: з Жидецький Ю. Ц., Клим Б. І., Копельчак М. П., Криницька Л. Я., Кубська Л. І., Субтельна

Г. В.);
- Управління якісною підготовкою фахівців у професійно-технічних навчальних закладах на основі маркетингу ринку праці та освітнього моніторингу в умовах регіоналізації. 2010 (співавтори: М. В. Вачевський, Б. І. Клим, М. П. Копельчак, Л. І. Кубська, Л. В. Сліпчишин, Г. В. Субтельна, Б. І. Токар).

## Творчість
Провідними темами творчості є громадські та особисті переживання, а також роздуми про непроминальність людського існування. Серед творів:
- «Невідлітна птаха» (1996);
- «Замкова гора» (1999);
- «Вересова круча» (2000);
- «Вічне і сутнє» (2001);
- «Любов і пісня» (2002);
- «Підгорай» (2004);
- «В незрадних ритмах Левового міста» (2005);
- «Сто сердечних одкровень» (2006);
- «Непроминальні миті» (2007);
- «Лірика» (2008);
- «Львівська квадрига» (2008, співавтор);
- «Цвіт японської вишні» (2009).

Декілька віршів перекладено німецькою, румунською, польською та російською мовами, покладено на музику.

## Відзнаки
- орден «Знак Пошани» (1981)[4];
- медалі Національної академії педагогічних наук України «Ушинський К. Д.» (2009)[7], «Григорій Сковорода» (2011)[7];
- Львівська обласна премія в галузі культури, літератури, мистецтва, журналістики та архітектури в номінації поезія — імені Маркіяна Шашкевича (збірки поезії) за 2003 рік[2];

грамоти
- Почесна грамота Президії Верховної Ради УРСР (1985)[4];
- Почесна грамота Кабінету Міністрів України (2003)[8];

знаки
- «Відмінник професійно-технічної освіти СРСР» (1985)[4];
- «Відмінник народної освіти УРСР» (1991)[1];
- «Відмінник освіти України» (2001)[1],
- «За вагомий внесок у розвиток професійної освіти» (2002)[1];
- «За наукові досягнення» (2006)[8];
- «В. О. Сухомлинський» (2006)[8].

## Виноски
1. ↑  Захистив кандидатську дисертацію на тему «Організаційно-економічні методи вдосконалення управління підготовкою робітничих кадрів для промисловості в умовах переходу до ринку»[1].
2. ↑  Нині Вище професійне училище № 29[4].
3. ↑  Вечірня форма навчання[4].